# Convair X-6
Convair X-6 je bilo predlagano eksperimentalno letalo, ki bi naj bi testiralo uporabo jedrskega pogona v letalih. Za eksperimentiranje so predelali strateški bombnik Convair B-36, vendar so X-6 projekt prekinili preden so dokončali jedrske motorje. X-6 je bil del $7 milijardne vrednega projekta novih tehnologij med letoma 1946 in 1961. Če bi se projekt izkazal za uspešnega v praksi, bi letalo imelo skoraj neomejen dolet in čas leta.
Maja 1946 so pri USAF začeli s projektomNuclear Energy for the Propulsion of Aircraft (NEPA) - jedrska energija za pogon letal. XB-36H je bil modificiran za 3 Megavatni (MW) zračno hlajeni jedrski reaktor Aircraft Shield Test Reactor (ASTR). Reaktor je testno obratoval, vendar ni poganjal letala. Reaktor je uporabljal za moderator vodo, ki je tudi služila kot hladilno sredstvo in prenašala toploto na zrak v izmenjevalniku. Glavni namen je bil raziskovanje radioaktivnega sevanja.
Za zaščito posadke je letalo imelo 12-tonski ščit iz svinca in gume. Zamenjali so tudi vetrobransko steklo s 15 cm debelim akriličnim. Cilj je bil zgraditi čimlažjo zaščito pred sevanjem.
Testno plovilo NTA je končalo 47 letnih testov in zbralo 215 letečih ur, od tega je 89 ur deloval reaktor. To je bil edini delujoči leteči reaktor. Iz izkušenj iz NTA so prekinili X-6.
X-6 bi poganjali General Electric X-39 reaktivni jedrski motorji - predelani J47 motorji, ki bi uporabljali jedrsko gorivo. V reaktivnem jedrskem motorju, reaktor greje zrak (namesto kerozina), ki poganja turbino. Tok zraka mora biti prisoten za hlajenje, tudi če je letalo že pristalo in ne potrebuje moči.
V 1960ih so tudi v Sovjetski zvezi pri Tupoljevu testiralo podobno letalo Tupolev Tu-119.

## Tehnične specifikacije (NB-36H)
Splošne karakteristike
- Posadka: 5
- Dolžina: 162 ft (49,38 m)
- Razpon kril: 230 ft (70,1 m)
- Višina: 46 ft 9 in (14,26 m)
- Površina kril: 4 770 ft² (443,3 m²)
- Maks. vzletna teža: 360 000 lb (163 000 kg)
- Pogon letala:
  - 4 × General Electric J47 turbojet,  ()  vsak
  - 6 × Pratt & Whitney R-4360-53, 3 800 KM (2 830 kW)   vsak

 Zmogljivost 
- Maks. hitrost: 390 mph (628 km/h)
- Višina leta: 40 000 ft (12 200 m)